# Dichochrysa bibens
Dichochrysa bibens är en insektsart som beskrevs av Hölzel et al. 1997. Dichochrysa bibens ingår i släktet Dichochrysa och familjen guldögonsländor. Inga underarter finns listade i Catalogue of Life.